# Silicate d'aluminium
Ne doit pas être confondu avec silicate d'alumine.
Les silicates d'aluminium sont des composés chimiques de l'oxyde d'aluminium(III) Al2O3 et du dioxyde de silicium SiO2, éventuellement hydratés. La plupart d'entre eux sont connus à l'état naturel (minéraux). Ils sont utilisés comme additifs alimentaires, sous le code E559.

## Composés définis

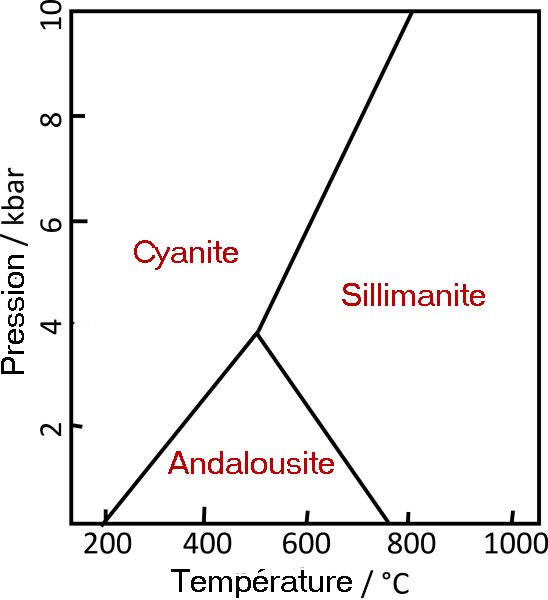
Diagramme P-T montrant les domaines de stabilité des phases sillimanite, disthène (cyanite) et andalousite du composé chimique.

Les composés chimiques connus de Al2O3, SiO2 et H2O sont :
- Al2SiO5 (ou Al2O3·SiO2), dont on connaît cinq polymorphes : l'andalousite, la sillimanite et le disthène (trois minéraux), et deux polymorphes de très hautes température et pression (obtenus expérimentalement) ;
- Al2Si2O7 (ou Al2O3·2SiO2), la métakaolinite, obtenue par chauffage du kaolin à 450 °C[1] ;
- Al4SiO8 (ou 2Al2O3·SiO2), la 2:1 mullite[2] ;
- Al6Si2O13 (ou 3Al2O3·2SiO2), le minéral mullite, également le seul composé de Al2O3 et SiO2 qui soit stable à pression atmosphérique[2]. On l'appelle aussi « 3:2 mullite » pour le distinguer de la 2:1 mullite ci-dessus ;
- Al2Si2O5(OH)4 (ou Al2O3·2SiO2·2H2O), le minéral kaolinite[1]. Sous la forme d'une poudre blanche on l'utilise comme liant dans le papier, le caoutchouc et les peintures[1].

### Composés variables
Différents matériaux fibreux, connus sous le nom de « fibres d'aluminosilicate », sont constitués d'alumine Al2O3 et de silice SiO2 en proportions variables (généralement exprimées en % pds). Ce sont des solutions solides vitreuses, dont la résistance thermique augmente avec le pourcentage d'alumine. Ces matériaux sont commercialisés sous la forme de laine, de couverture, de feutre, de papier ou de carton en vrac.